# Necesito dinero
Necesito dinero es una película de comedia mexicana de 1952, escrita y dirigida por Miguel Zacarías y protagonizada por Pedro Infante, Sara Montiel, Irma Dorantes y Elda Peralta. En la cual participan los comediantes, Lalo González «Piporro» y Manuel «el Loco» Valdés.

## Trama
Manuel Murillo, un mecánico, se enamora de María Teresa, una mujer de la que solo conoce sus piernas al verla pasar. En un camión la identifica. Ella va a casarse con un hombre rico, José Antonio, para sacar de la pobreza a su familia. Manuel trabaja día y noche para obtener dinero, inventándose una nueva batería. Encuentra un maletín con muchos billetes en un coche, devuelve el dinero a un pobre empleado bancario acusado del robo del maletín y con sus ahorros paga el taller. María Teresa enamorada de Manuel, llega a buscarlo, luego de haberse decepcionado de José Antonio cuando lo descubre golpeando a una antigua novia.

## Reparto
- Pedro Infante como Manuel Murillo.
- Sara Montiel como María Teresa.
- Irma Dorantes como Lucy.
- Gustavo Rivero como José Antonio.
- Armando Sáenz como California.
- Elda Peralta como Emma.
- Guillermo Samperio como Yuca.
- Gloria Morell como Genevieve.
- María España Vidal como María del Rosario
- Armando Velasco como Don Servando.
- Luis Mussot como Don Alejandro.
- Maruja Griffel como Doña Rosario.
- Angel Infante como Roberto.
- Ivonne Adoree como Cristina.
- Kika Meyer como Florista.
- Pepe Ruiz Vélez como Locutor.
- Manuel Sánchez Navarro como Don Heliodoro, coronel
- Juan Pulido como Entrenador de boxeo
- Daniel Arroyo como Curruquito, cliente de joyería
- Carlos Bravo y Fernández como Hombre en cantina
- Josefina Burgos como Asistente de anunciador.
- Ethel Carrillo como Mujer en baile.
- Eulalio González «Piporro» como Amigo de José Antonio.
- Francisco Ledesma como Mesero
- Rubén Márquez como Cliente en cabaret
- Manuel «el Loco» Valdés como Amigo de Lucy